# Bozcaada
Tenedos (tiếng Hy Lạp: Τένεδος, Tenedhos, tiếng Latinh: Tenedus), hay Bozcaada trong tiếng Thổ Nhĩ Kỳ, là một hòn đảo thuộc Thổ Nhĩ Kỳ trong phần đông bắc của Biển Aegea. Về mặt hành chính, hòn đảo này là quận Bozcaada của tỉnh Çanakkale. Với diện tích 39,9 km2 (15 dặm vuông Anh), nó là hòn đảo lớn thứ ba của Thổ Nhĩ Kỳ, sau Imbros (Gökçeada) và Marmara. Năm 2012, hòn đảo này có dân số là 2,465. Những ngành kinh tế chính bao gồm du lịch, sản xuất rượu vang và đánh bắt cá. Hòn đảo nổi tiếng bởi nho, rượu vang và hoa anh túc đỏ từ nhiều thế kỷ.